# Waterzooi
El Waterzooi és un estofat tradicional de la gastronomia de Bèlgica, especialment al nord del Bèlgica, a la zona de Flandes. El nom del plat és d'origen neerlandès i vol dir "aigua que bull". La forma original del plat és amb peix d'aigua dolça o salada (viszooitje), tot i que més endavant es va popularitzar amb pollastre (kippenwaterzooi). Se'l considera el plat nacional belga i se sol servir calent.

## Varietats
Totes les versions es basen en una sopa de rovell d'ou, nata i un brou espessit de verdures. El guisat conté peix o pollastre, verdures —incloent-hi pastanaga, porro, patata, ceba i api— i herbes com julivert, farigola, fulles de llorer i sàlvia.
Al principi es feia amb lota, però aquest peix va desaparèixer dels rius fins que no s'hi va reintroduir recentment. Avui dia s'hi fan servir sobretot peixos com l'anguila, el lluç de riu, la carpa i el llobarro, a més d'altres com ara el bacallà, el rap, l'halibut i el turbot.
El pollastre és una alternativa popular en la recepta; tota la resta d'ingredients són els mateixos.